# Futabatei Shimei

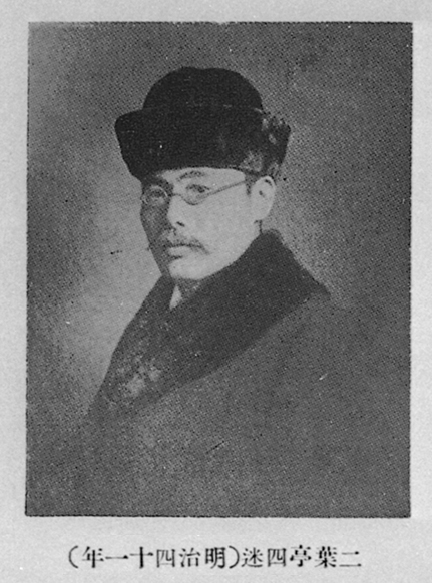
Futabatei Shimei

Futabatei Shimei (jap. 二葉亭 四迷; * 4. April 1864 in Edo; † 10. Mai 1909 am Golf von Bengalen), eigentlich Hasegawa Tatsunosuke (jap. 長谷川 辰之助), war Schriftsteller und der erste künstlerische Übersetzer russischer Literatur ins Japanische.

## Leben
Futabatei entstammte dem niederen Feudaladel. Er studierte 1881–1886 Literatur und Russisch an der Fremdsprachenschule Tokio (heute: Fremdsprachenuniversität Tokio). Er war bis 1887 als Übersetzer im Staatsdienst tätig; von 1899 bis 1902 Russischdozent an der Fremdsprachenschule Tokio. Reisen nach Wladiwostok, Harbin und Peking. Futabatei schloss Freundschaft mit Tsubouchi Shōyō, dem Autor der ersten modernen Romantheorie Japans. Er übersetzte russische Literatur (Gogol, Turgenew u. a.) und schrieb Erzählungen und Romane.
Nach dem Ausbruch des Russisch-Japanischen Krieges (1904) war er als Journalist für die Tageszeitung Asahi Shinbun tätig. Er ging 1908 als Sonderberichterstatter der Asahi Shinbun nach Sankt Petersburg. Dort erkrankte er an Lungentuberkulose. Er verstarb in der Folge während seiner Rückreise nach Japan.

## Werke
- 1886 Shōsetsu sōron (小説総論) – (Elemente der Prosa)
- 1887/89 Ukigumo (浮雲) – (Ziehende Wolken, engl. Japans first modern novel – Ukigumo, 1967)
- 1906 Sono omokage (其面影) – (Jenes Angesicht, engl. An adopted husband, 1919)
- 1907 Heibon (平凡) – (dt. teilübersetzt von Mittelmaß, 1965, 1982, engl. Mediocrity 1922)